# The X-Files (2.ª temporada)
A segunda temporada de The X-Files, uma série de ficção científica americana criada por Chris Carter, estreou na Fox em 16 de setembro de 1994 com o episódio "Little Green Men". A temporada teve 25 episódios e foi concluída com "Anasazi" em 19 de maio de 1995.

## Episódios
Os episódios marcados com símbolo (‡) fazem parte do arco de Mitologia Alienígena da série.
| N.º na série | N.º na temp. | Título                  | Dirigido por       | Escrito por                                                       | Exibição original                             | Cód. de produção | Audiência nos EUA (milhões) |
| ------------ | ------------ | ----------------------- | ------------------ | ----------------------------------------------------------------- | --------------------------------------------- | ---------------- | --------------------------- |
| 25           | 1            | "Little Green Men"‡     | David Nutter       | Glen Morgan & James Wong                                          | 16 de Setembro de 1994                        | 2X01             | 16.1                        |
| 26           | 2            | "The Host"              | Daniel Sackheim    | Chris Carter                                                      | 23 de Setembro de 1994                        | 2X02             | 15.9                        |
| 27           | 3            | "Blood"                 | David Nutter       | Story by: Darin Morgan Teleplay by: Glen Morgan & James Wong      | 30 de Setembro de 1994                        | 2X03             | 14.8                        |
| 28           | 4            | "Sleepless"             | Rob Bowman         | Howard Gordon                                                     | 7 de Outubro de 1994                          | 2X04             | 13.4                        |
| 29           | 5            | "Duane Barry"‡          | Chris Carter       | Chris Carter                                                      | 14 de Outubro de 1994                         | 2X05             | 13.9                        |
| 30           | 6            | "Ascension"‡            | Michael Lange      | Paul Brown                                                        | 21 de Outubro de 1994                         | 2X06             | 15.5                        |
| 31           | 7            | "3"                     | David Nutter       | Chris Ruppenthal, Glen Morgan & James Wong                        | 4 de Novembro de 1994                         | 2X07             | 15.0                        |
| 32           | 8            | "One Breath"‡           | R. W. Goodwin      | Glen Morgan & James Wong                                          | 11 de Novembro de 1994                        | 2X08             | 15.3                        |
| 33           | 9            | "Firewalker"            | David Nutter       | Howard Gordon                                                     | 18 de Novembro de 1994                        | 2X09             | 15.2                        |
| 34           | 10           | "Red Museum"‡           | Win Phelps         | Chris Carter                                                      | 9 de Dezembro de 1994                         | 2X10             | 16.1                        |
| 35           | 11           | "Excelsis Dei"          | Stephen Surjik     | Paul Brown                                                        | 16 de Dezembro de 1994                        | 2X11             | 14.2                        |
| 36           | 12           | "Aubrey"                | Rob Bowman         | Sara B. Charno                                                    | 6 de Janeiro de 1995                          | 2X12             | 16.2                        |
| 37           | 13           | "Irresistible"          | David Nutter       | Chris Carter                                                      | 13 de Janeiro de 1995                         | 2X13             | 14.7                        |
| 38           | 14           | "Die Hand Die Verletzt" | Kim Manners        | Glen Morgan & James Wong                                          | 27 de Janeiro de 1995                         | 2X14             | 17.7                        |
| 39           | 15           | "Fresh Bones"           | Rob Bowman         | Howard Gordon                                                     | 3 de Fevereiro de 1995                        | 2X15             | 17.8                        |
| 40           | 16           | "Colony"‡               | Nick Marck         | Story by: David Duchovny & Chris Carter Teleplay by: Chris Carter | 10 de Fevereiro de 1995                       | 2X16             | 15.9                        |
| 41           | 17           | "End Game"‡             | Rob Bowman         | Frank Spotnitz                                                    | 17 de Fevereiro de 1995                       | 2X17             | 17.5                        |
| 42           | 18           | "Fearful Symmetry"      | James Whitmore Jr. | Steve De Jarnatt                                                  | 24 de Fevereiro de 1995 7 de novembro de 2016 | 2X18             | 16.5                        |
| 43           | 19           | "Død Kalm"              | Rob Bowman         | Story by: Howard Gordon Teleplay by: Howard Gordon & Alex Gansa   | 10 de Março de 1995                           | 2X19             | 17.1                        |
| 44           | 20           | "Humbug"                | Kim Manners        | Darin Morgan                                                      | 31 de Março de 1995                           | 2X20             | 15.7                        |
| 45           | 21           | "The Calusari"          | Michael Vejar      | Sara B. Charno                                                    | 14 de Abril de 1994                           | 2X21             | 12.9                        |
| 46           | 22           | "F. Emasculata"         | Rob Bowman         | Chris Carter & Howard Gordon                                      | 28 de Abril de 1995                           | 2X22             | 14.0                        |
| 47           | 23           | "Soft Light"            | James Contner      | Vince Gilligan                                                    | 5 de Maio de 1995                             | 2X23             | 12.9                        |
| 48           | 24           | "Our Town"              | Rob Bowman         | Frank Spotnitz                                                    | 21 de Maio de 1995                            | 2X24             | 14.5                        |
| 49           | 25           | "Anasazi"‡              | R. W. Goodwin      | Story by: David Duchovny & Chris Carter Teleplay by: Chris Carter | 19 de Maio de 1995                            | 2X25             | 16.6                        |